# 伊普西蘭蒂 (密歇根州)
伊普西蘭蒂（Ypsilanti，/ˌɪpsɪˈlænti/）通常縮寫為 Ypsi，是美國密歇根州沃什特瑙縣的一個城市。 截至2020年人口普查，全市人口為20,648人。 該市以北與蘇必利爾鎮為界，西、南和東以伊普西蘭蒂鎮為界。它以東密歇根大學的所在地而聞名，也是第一家達美樂比薩店的所在地。